# Ptolemaeus Mennaei
Ptolemaios, Sohn des Mennaios (altgriechisch Πτολεμαῖος), in der Literatur oft in der latinisierten Form Ptolemaeus Mennaei (* vor 100 v. Chr. (?); † 40 v. Chr.) war ein hellenistischer Herrscher im antiken Nahen Osten, der zur Zeit des römischen Diktators Gaius Iulius Caesar und in den ersten Jahren des politischen Wirkens seines Neffen Oktavian das Fürstentum von Chalkis im heutigen Libanon regierte. Er war der Vater des Lysanias von Chalkis.

## Herkunft
Ptolemaios entstammte einer Familie, die bereits seit längerer Zeit in der Bekaa-Ebene im Libanon und der als Ituräa bekannten Landschaft am östlichen Abhang des Antilibanon regierte. Über seinen Vater Mennaios sind keine Einzelheiten bekannt. Es ist ungeklärt, ob die Familie im Gefolge der Eroberungen Alexanders des Großen ins Land gekommen war oder semitisch-aramäische Wurzeln hatte. Der Geschichtsschreiber Polybios erwähnt einen Mennaios, der bereits anderthalb Jahrhunderte früher im Libanon-Gebiet politische Funktionen ausübte, möglicherweise einer der Vorfahren des Ptolemaios, Sohn des Mennaios. Die bei Flavius Josephus erwähnten Söhne des Ptolemaios waren Philippion und Lysanias.

## Das Fürstentum Chalkis im Libanon
Das Herrschaftsgebiet des Ptolemaios, Ituräa mit der Hauptstadt Chalkis (heute: Qinnesrin), lag nordwestlich von Damaskus im Libanongebirge (heute teils auf libanesischem, teils auf syrischem Staatsgebiet). Die Herrscher von Chalkis spielten zur Zeit Caesars und Oktavians eine Zeit lang eine Nebenrolle im Kampf um die Oberherrschaft im Nahen Osten. Münzfunde zeugen u. a. von ihrer Regierungstätigkeit.

## Politik im Schnittpunkt der Großmächte
Die gesamte Region lag im Schnittpunkt verschiedener Machtinteressen: Während nach dem Zerfall des seleukidischen Königreichs die Großmächte Rom und Parthien um die Oberherrschaft rangen, verliefen parallel dazu die Bestrebungen lokaler Mächte nach Machtzuwachs einerseits und nach maximaler Unabhängigkeit von den Großmächten andererseits. Seit der Wiedererrichtung eines unabhängigen jüdischen Königreichs unter den Hasmonäern unterlagen die umliegenden griechischen Stadtstaaten und Städtebünde in der Region dabei einem ausgreifenden jüdischen Machtanspruch, der – wie der jüdische Geschichtsschreiber Flavius Josephus berichtet – teilweise mit imperialistischen Judaisierungsbestrebungen einherging und dem erst durch das Vordringen der Römer und die Eroberung des Nahen Ostens durch Gnaeus Pompeius Magnus 66 v. Chr. Einhalt geboten wurde.

## Die politischen Ziele der Mennaeiden
Die Dynastie der Mennaeiden in Ituräa versuchte in dieser Situation, ihre regionale Machtstellung auszuweiten und zugleich durch taktische Bündnisse mit anderen regionalen Mächten zu sichern, darunter auch mit dem jüdischen Königshaus.
Als der jüdische Prinz Aristobulos, der von dem römischen Feldherrn Gaius Julius Caesar unterstützt wurde, 49 v. Chr. von Pompeius-Anhängern vergiftet wurde, bot Ptolemaeus Mennaei der ins Exil nach Askalon geflüchteten Witwe des Aristobulos für die Kinder des Ermordeten, Antigonos II. (Matthathias), die Tochter Alexandra und einen weiteren Sohn (Name unbekannt) Asyl in seinem Fürstentum an. Sein Sohn Philippion, der nach Askalon reiste und den Geschwistern (wahrscheinlich mit militärischer Bedeckung) Geleit gab, verliebte sich dabei in die hasmonäische Prinzessin Alexandra und heiratete sie. Nach Angaben des jüdischen Geschichtsschreibers Flavius Josephus soll Ptolemaios später seinen eigenen Sohn umgebracht haben, um selbst die jüdische Prinzessin Alexandra ehelichen zu können.
In den folgenden Jahren stand der hasmonäische Prinz Antigonos II. (Matthatias) unter dem Schutz des Ptolemaios Mennaios und dürfte sich bei diesem in Ituräa aufgehalten haben. Dabei muss er auch mit dessen Sohn Lysanias bekannt geworden sein. Bei dem Zwist im hasmonäischen Königshaus zwischen dem römerfreundlichen Johannes Hyrkanos und dem auf die Erhaltung der jüdischen Unabhängigkeit bedachten Antigonos II. Matthathias, dem Bruder seiner Gattin Alexandra, unterstützte Ptolemaeus Mennaei aktiv seinen jüdischen Schwager Antigonos. Wie Flavius Josephus berichtet zog er gemeinsam mit diesem von Syrien aus „auf Judaea los“. Fabius, der römische Kommandant in Damaskus, der von Antigonos Mattathias bestochen worden war, verhielt sich still. Marion, der Tyrann von Tyros, der von dem römischen Feldherrn Cassius eingesetzt worden war, unterstützte Antigonos Matthathias und Ptolemaios Mennaios.

## Tod des Ptolemaios
Es zeigte sich aber, dass die Kräfte der kleinen Dynasten nicht ausreichten, um im Spiel der Großmächte lange standzuhalten. Ptolemaeus Mennaei starb nach Angaben von Flavius Josephus bereits Anfang 40 v. Chr., anscheinend eines natürlichen Todes. Er hat nicht mehr miterlebt, wie die Parther bei ihrem Einfall in Syrien und Palästina die römische Herrschaft beiseite fegten und seinen Schwager Antigonos Matthathias auf den jüdischen Thron in Jerusalem setzten. Dieser Triumph währte allerdings nur kurz, denn die römische Reaktion kam schnell: Bereits 39 v. Chr. wurden die Parther von dem römischen Feldherrn Ventidius wieder aus Palästina und Syrien vertrieben und ein „homo novus“, der bisherige Gouverneur von Galiläa, Herodes, konnte sich mit römischer Unterstützung nach und nach als Gegenkönig durchsetzen. Nach längeren Kämpfen und einer Belagerung in Jerusalem musste Antigonos Matthathias 37 v. Chr. aufgeben. Er wurde von den Römern nach Antiochia geschafft und dort hingerichtet.
Trotz dieser Verstrickung der Mennaeiden in eine partherfreundliche Politik hatte der römische Triumvir Marcus Antonius zunächst die Herrschaftsrechte des Sohnes von Ptolemaeus Mennaei, Lysanias, bestätigt, den er mit königlichem Titel zum Herrscher von Ituräa ernannte. Später, nachdem Antonius sich mit der ägyptischen Königin Kleopatra liiert hatte, beschuldigte diese allerdings Lysanias, den parthischen Königssohn Pakoros († 38 v. Chr.) bei dessen Offensive gegen Kleinasien und Syrien unterstützt zu haben, woraufhin Lysanias auf Befehl des Antonius im Jahre 36 v. Chr. hingerichtet wurde. Das Gebiet des Lysanias wurde von Antonius an Kleopatra übertragen. Kleopatra gab den ihr zugewiesenen Anteil von Ituräa an den Tetrarchen und Priester Zenodoros in Pacht, der möglicherweise ebenfalls der ituräischen Herrscherfamilie angehörte.